# Sergio a Domenica Bernardiniovi
Ctihodní Sergio Bernardini (20. května 1882 Sassoguidano – 12. října 1966 Verica) a Domenica Bedonni Bernardini (12. dubna 1889 Verica – 27. února 1971 tamtéž) byli italští římskokatoličtí manželé.
Oba pocházeli z Modeny, byli členy Sekulárního františkánského řádu a Sdružení paulínských spolupracovníků. Měli deset dětí, z nichž se osm rozhodlo pro zasvěcený život.

## Biografie

### Sergio
Sergio Bernardini se narodil v Modeně jako starší ze dvou dětí Giulia Bernardiniho a Cunegondy Barbutiové. Oženil se s Emílií Romaniovou, se kterou měl tři děti: Maria, Medarda a Iginu. V letech 1908–1912 však ztratil rodiče, bratra, manželku i všechny tři potomky.
Emigroval do Spojených států, kde si našel práci v dole. Roku 1913 se vrátil zpět do rodného města, protože se obával, že v novém prostředí ztratí křesťanskou víru. Doma potkal Domenicu Bedonniovou a 20. května 1914 uzavřeli manželství. Pracovali v zemědělství a měli deset dětí.
Poté, co Sergio odešel do penze, spolu se ženou adoptovali nigerského seminaristu a pomáhali mu s výchovou ke kněžství. Seminarista Felix Alaba Job se později stal arcibiskupem v Ibadanu.

### Domenica
Domenica Beddoni pocházela z rodiny Enrica Bedonniho a Matildy Castelliové. V osmnácti letech si přála vstoupit do kláštera, ale nakonec se rozhodla jinak. Zasnoubila se, ale její snoubenec zemřel krátce před svatbou. V roce 1914 se provdala za Sergia Bernardiniho. Ve svém duchovním svědectví uvedla, že ji všechny věci vedly k Bohu. "I když líbám tuto růži, líbám krásu Boží". Také prohlásila o svých dětech: Jsou "mojí korunou a mým pokladem". Modlila se za své děti, aby se staly svatými a "silou dobra ve světě".

### Děti
Manželé měli deset dětí, pět dcer vstoupilo do kongregace Dcer svatého Pavla, jedna se stala voršilkou, dva synové se připojili ke kapucínskému řádu, jeden z nich (Giuseppe G. Bernardini) byl zvolen arcibiskupem v Izmiru.
Jména dětí:
- Igina
- Agata
- Amalia
- Raffaella
- Augusta
- Maria
- Paola
- Teresa
- Sebastiano
- Giuseppe

## Kanonizační proces
Roku 2006 modenská diecéze zahájila proces kanonizace. Dne 5. května 2015 papež František podepsal dekret, kterým byli manželé prohlášeni za ctihodné. Po rodičích svaté Terezie z Lisieux se jedná o první takový pár v dějinách církve.